# الحنائي (المسيمير)

تعديل مصدري - تعديل

الحنائي هي إحدى قرى عزلة المسيمير بمديرية المسيمير التابعة لمحافظة لحج، بلغ تعداد سكانها 117 نسمة حسب تعداد اليمن لعام 2004.